# 劉東 (香港)
劉東（？—2001年），香港唱片錄音師、樂師、樂隊領班、音樂製作人，活躍於1940至1990年代，為香港娛樂唱片創辦人。1985年，在第七屆十大中文金曲頒獎音樂會上，劉東獲香港電台頒發樂壇之最高榮譽「金針獎」。

## 簡歷
劉東於1940年代投身音樂界，最初擔任唱片錄音師及樂師，曾為任劍輝、白雪仙、芳艷芬、梁醒波等粵劇名伶灌錄粵劇及粵曲作品，故與粵劇界關係密切。 後劉東兼任樂隊領班，曾於升平舞廳等娛樂場所作現場音樂演奏。 劉東的妻子曾以“梅萍”藝名灌錄過唱片。據香港作曲家顧嘉煇憶述，劉東曾於1950年代主理由美國華僑斥資創立的南聲唱片之業務，並主要發行粵曲或改編自歐西流行曲的粵語流行曲之唱片，部分唱片送往美國發售，顧、劉二人遂曾合作。1958年推出鄧寄塵《呆佬拜壽》唱片之後，劉東夫婦決定自組新公司推出粵曲唱片。
1958年，劉東與妻子創辦娛樂唱片。1960年，娛樂錄音室建成，錄音器材都是由美國空運來最頂級的，花了過百萬巨資。該錄音室坐落於劉東夫婦在堅尼地道的二千呎豪宅當中，宅中三分之二面積被劃成了錄音室。
娛樂唱片集中推出粵劇、粵曲及粵語流行曲唱片，當中包括不少無綫電視劇集歌曲。 1960年代，劉東曾爭取並協助成立國際唱片業協會（香港會）。 1970年代，劉東夫婦先後簽下羅文、汪明荃、鄭少秋、張德蘭等人為娛樂唱片旗下歌手，使娛樂成為當時香港規模最大的本地華資唱片公司。
由於劉東夫婦鍾愛粵劇，又與粵劇劇作家唐滌生及妻子鄭孟霞關係熟稔，故唐氏生前乃將其劇作交由娛樂唱片發行。1959年，唐滌生去世，劉東其後遂邀請任劍輝、白雪仙等名伶將唐氏粵劇戲寶《帝女花》、《紫釵記》及《再世紅梅記》灌錄成唱片，暢銷一時。 1989年，鄭孟霞將唐氏作品全數出售予娛樂唱片。
1985年3月22日，劉東於由香港電台舉辦的1984年度第七屆十大中文金曲頒獎音樂會上，獲頒「金針獎」，以肯定其對香港樂壇所作出之貢獻。
1990年代起，劉東逐漸淡出音樂界，後曾於1991年7月及1994年4月先後因兩度嚴重中風而癱瘓。 2001年，劉東去世，及後其長女劉鳳兒及二子劉家富曾於2009年為其遺產及娛樂唱片股份分配問題興訟。 劉東夫婦生前尤其注重音樂版權，而直至娛樂唱片於2011年遭法庭頒令清盤前，經由娛樂唱片發行的音樂作品之版權均絕少外流。